# Простынбол
Простынбол — командная игра, созданная в 2005 году в наукограде Кольцово (Новосибирская область). Проводится на разделённой сеткой территории с помощью простыней и мяча для фитнеса. Создатель — Сергей Семёнов.

## История
Игра была создана в 2005 году в наукограде Кольцово Сергеем Семёновым, учителем истории Биотехнологического лицея № 21.

### В России
Первоначально соревнования проходили в Кольцове и Новосибирске. Позднее турниры стали устраивать и в других российских городах: Санкт-Петербурге,
Архангельске, Самаре, Тюмени, Емецке, Красноярске, Улан-Удэ, Куть-Яхе, Якутске, Магадане.

### В Белоруссии
В сентябре 2018 года турнир по простынболу впервые состоялся в Гомеле и был приурочен к 100-летию Ленинского комсомола. Площадкой для соревнования стал малый зал Гомельского государственного машиностроительного колледжа.

## Инвентарь
В простынбол играют на обычной волейбольной площадке или любом очерченном участке небольших размеров.
Игровую площадку разделяют на две равных части сеткой на уровне 1,5 м.
Для игры используют резиновый мяч для фитнеса (диаметр — 45—50 см) и четыре простыни (110 х 200), по две на каждую команду.

## Правила
Отдельные правила были позаимствованы из большого тенниса, волейбола и пионербола, в то же время простынбол включает в себя и самостоятельно развившиеся игровые нормы.
Принимают участие две команды, в каждой — пять игроков (один «либеро», четыре «простынщика»).

### «Либеро»
«Либеро» — это свободный игрок, одной из задач которого является подача мяча на сторону противника. Он вводит его в игру способом, заимствованным из пионербола — отправляет одной рукой через сетку на территорию соперника.
Другая задача — отбивать головой мяч. При этом он может либо сразу отправить мяч на сторону соперника, либо перебросить «простынщикам», от них он, в свою очередь, также может принять пас на голову.
По площадке всегда перемещается свободно.

### «Простынщики»
Задача «простынщиков» — поймать мяч простынёй, после чего ей же перебросить его на участок противника. Они могут свободно передвигаться по площадке, пока не поймают мяч (причём он не должен коснуться пола через материю). После получения мяча «простынщикам» запрещено перемещаться влево или вправо по площадке, нарушение данного правила будет трактоваться как «пробежка», однако паре разрешается для натяжения простыни делать друг от друга шаги назад.
Затем у «простынщиков» есть выбор: а) бросить мяч на сторону соперника; б) перекинуть его в простыню другой паре из своей команды; в) отправить мяч «либеро», который перебросит его головой на участок противника.
Освободившись от мяча, «простынщики» вновь могут свободно перемещаться по площадке.

### Касания
Каждая команда, как и в волейболе, может сделать лишь три касания, после чего мяч должен быть переброшен на сторону соперника. Пример: прилетевший от соперника мяч пойман первой парой «простынщиков» — первое касание, затем данная пара перекинула его вторым «простынщикам» — второе касание, вторая пара отправила обратно первой — это уже третье касание, после которого перебросить мяч можно только в зону противника.
Может быть меньше трёх касаний.
Если мяч застрял во время паса или его переброски на территорию противника в простыне и при этом не потерял с ней контакта, двойным касанием это не считается, но когда мяч оторвался от простыни и вновь был в неё пойман, это расценивается как ошибка «двойное касание».

### Блокирование
Разрешается делать блок, «либеро» делает его головой, «простынщики» — с помощью простыни, однако, как и в правилах волейбола, запрещено залезать в зону противника.

### Гол
Принцип, по которому засчитываются голы, такой же, как в волейболе. Кроме того, гол засчитывается, если мяч через простыню коснулся площадки.
Если отправленный противником мяч не упал в простыню, а сначала ударился об тело «простынщика» и затем отрикошетил в свою простыню, простыню второй пары «простынщиков» или на «либеро», то гол также засчитывается.

### Ход игры
Игра длится до 15 очков. Разница в очках на завершающем этапе партии не может быть менее 2 очков. Обычно игру проводят до двух побед, но при взаимном согласовании может проходить и до трёх.

### Нарушения
Гол засчитывается при намеренном удержании мяча двумя руками одним из «простынщиков».
Слабое касание сетки простыней разрешается, тем не менее если игроки сильно в неё «влезли», либо перенесли в зону соперника руки с простынёй, мяч передаётся противнику, а команде, нарушившей правило, зачисляется гол.

## Альтернативные правила
Количество участников может быть больше, чем в классическом простынболе. Например, в июле 2014 года на чемпионате по простынболу в Новосибирске каждая команда имела три простыни и состояла из 12 человек (четыре игрока на одну простыню).